# Mats Hummels
Mats Hummels, född 16 december 1988 i  Bergisch Gladbach, är en tysk fotbollsspelare som spelar för Roma. Han spelar även för det tyska landslaget.

## Karriär
Hummels spelade i Bayern München från sju års ålder och kom upp i A-truppen. Lite speltid gjorde att han flyttade till Dortmund där han blivit en tongivande spelare och tillsammans med Neven Subotić bildar de ett av ligans bästa mittbacksförsvar. 2011 blev han tysk mästare med klubben. Hummels kan spela både som balansspelare på mittfältet och mittback. 
I U21-landslaget spelade han EM-finalen 2009 i Malmö då Tyskland vann turneringen för första gången. Hummels är en av flera U21-spelare som sedan kunnat etablera sig i A-landslaget. Hummels debuterade 2010 för Tyskland. 2012 blev han ordinarie som mittback i EM-slutspelet när Tyskland nådde EM-semifinal 2012.
Hummels var ordinarie i det tyska VM-laget i Brasilien 2014. Han gjorde mål i VM-debuten mot Portugal när han nickade in 2–0. Han nickade även in segermålet i kvartsfinalen mot Frankrike för sitt Tyskland där matchen slutade 1-0. Han blev världsmästare med Tyskland i VM 2014 i Brasilien.
Den 10 maj 2016 blev det officiellt att Mats Hummels lämnar Dortmund för sin moderklubb och tyska storlaget Bayern München efter säsongen 2016, där han skrev på ett femårskontrakt.
Efter tre år med blandad med- och motgång offentliggjordes den 19 juni 2019 att Hummels skulle återvända till sin tidigare klubb Borussia Dortmund.
Den 4 september 2024 värvades Hummels av italienska Roma.

## Meriter

### Borussia Dortmund
- Bundesliga: 2010/2011, 2011/2012
- Tyska cupen: 2011/2012
- Tyska supercupen: 2013, 2014

Bayern München
- Bundesliga: 2016/2017, 2017/2018, 2018/2019
- Tyska supercupen: 2016, 2017

### Tyskland
- U21-EM guld: 2009
- VM-Guld: 2014